# Completamente enamorados
«Completamente enamorados» es una balada romántica escrita por los autores italianos Adelio Cogliati, Piero Cassano y Eros Ramazzotti. Originalmente titulada "Un nuovo amore" ("Un nuevo amor") en 1986, la canción fue adaptada al español por el autor español Luis Gómez-Escolar e interpretada primero por el cantautor italiano Eros Ramazzotti a una versión en español en su álbum titulado Música es (1988), bajo el sello discográfico RCA Ariola.

## Versión de Chayanne
Dos años después, el cantante puertorriqueño-estadounidense Chayanne hizo una versión, fue publicado como el sencillo principal de su quinto álbum de estudio Tiempo de vals (1990), bajo el sello discográfico CBS Discos. La canción llegó al número uno en el Billboard Hot Latin Tracks (ahora Top Latin Songs) en 1990.
La versión de Chayanne debutó en la lista Billboard Hot Latin Tracks como número 28 en la semana del 8 de septiembre de 1990, alcanzando el puesto 10.º tres semana después. Completamente enamorados llegó a número uno el 20 de octubre de 1990 reemplazando a «Peligroso amor» de la cantautora chilena Myriam Hernández y seguido por Entrégate del cantante mexicano Luis Miguel cinco semanas después. El video para la canción se incluyó en Grandes éxitos en el año 2002.

### Sucesión en las listas
| Predecesor: Peligroso amor de Myriam Hernández | U.S. Billboard Hot Latin Tracks — Sencillo N.° 1 20 de octubre de 1990 - 16 de noviembre de 1990 | Sucesor: Entrégate de Luis Miguel |